# Oreoscopus gutturalis
La acantiza de helechal (Oreoscopus gutturalis),  es una especie de ave paseriforme perteneciente a la familia  Acanthizidae. Es el único miembro del género monotípico Oreoscopus. Es endémica de  Australia. Su hábitat natural son los bosques húmedos de tierras bajas y montañas subtropicales o tropicales.